# アナル・カント
アナル・カント (Anal Cunt, AxCx) は、アメリカ合衆国ボストン (マサチューセッツ州)のグラインドコアバンド。

## バイオグラフィー

### 結成初期(1988–1992)
1980年代初期、ボストンのスラッシュメタルバンド"エクセキューショナー"のベーシストだったセス・パットナムは、リズム、ビート、リフ、歌詞、楽曲タイトルなど一切の音楽的要素を排除した“アンチ・ミュージック”を志向し、複数のノイズコアバンドを立ち上げていた。しかしメンバーがほぼ固定されていたため、1988年にニュートン (マサチューセッツ州)でまったく新しいメンバーで結成されたのが、「アナル・カント」である。
「Anal Cunt（肛門・女性器）」というバンド名は、"最も不快で、間抜けで、バカげた名前にしたい (To get the most offensive, stupid, dumb, etc. name possible)" というセスのアイデアに基づいている。レコードや多くのメディアでは「AxCx」や「A.C.」と略称表記されることが多いが、こうした検閲に対抗してバンドロゴは、AnalとCuntのそれぞれの頭文字を肛門及び女性器に模したデザインとなっている。
結成当初の活動の場は地下室や屋根裏、リビングルームなどで、初ライブはセスの母親の実家で、2人の弟と祖母、母親の友人知人を前に演奏したという。初めて公のライブ演奏が行われたのはブランダイス大学の講堂で、そこで後のメンバーとなるフレッド・オルドネス（当時はShit Scum）らと出会う。実質的なバンド初の1stリリース「88 Song E.P.」は、僅か13分4秒に88曲が収録されているが、すべての楽曲にタイトルはない。のちに契約するイヤーエイク・レコードほか複数のレーベルから契約オファーを受ける。その後全米ツアーを行う。
1989年、トータル3時間以上にわたる5643曲を11分に編集した「5643 song EP」をリリース。アナル・カントはアンダーグラウンドシーンで一躍有名になった。1991年、世界初のアコースティック・ノイズコア・レコードと言われる「Unplugged」をリリース。その後ヨーロッパツアーを行う。

### イヤーエイク・レコード時代(1993–1999)
1993年、イヤーエイク・レコードと契約し、初のスタジオアルバム「Everyone Should Be Killed」をリリース。間もなくギターのオルドネスが解雇され、代わりにポール・クレイネクが加入するが直ぐに脱退。この年、サンフランシスコのライブでセスが観客の女性をマイクで殴り逮捕される。
1995年、ギターにジョン・コジックを迎え、2ndスタジオアルバム「Top 40 Hits」をリリース。この頃の楽曲の多くは、ノイズコアからファストコアへとスタイルを変化させていった。1996年、初の日本ツアーを終え、ギタリストにスコット・ハルを迎えた3rdアルバム「40 More Reasons to Hate Us」を発表。スコット・ハル脱退後、ギタリストにジョシュ・マーティンが加入。 1998年、叙情的なフォークソングをセスが裏声で穏やかに唄うアコースティック・アルバム「Picnic of Love」をリリース。

### 再結成～活動停止 (2000–2011)
2000年、セスがショーの前座を務めていたDropdeadのホブ・オーティスを罵倒し始め、観客と口論になった末、人種差別発言とナチス式敬礼を行った。激怒したオーティスは、ステージからパトナムを引きずり下ろし、乱闘騒ぎとなった。2001年12月末、バンドは活動停止を発表。2003年に活動再開するが、その矢先にマーティンが刑務所に行ってしまう。代わりにジョン・コジックを再びメンバーに迎え入れる。その後リラプス・レコードから何枚かのレコードを発表。
2004年10月、セスがオーバードースにより昏睡状態に陥る。当初は睡眠薬の過剰摂取と報じられたが、「実際にはアルコール・コカイン・ヘロインとのコンボだった」とのちに本人が証言している。生命維持装置による延命で約2カ月後に意識を回復させたが、脳神経に深刻な損傷を受け半身不随となる。リハビリを続けながら車椅子で活動を再開するが、セスのドラッグ中毒は治らず、2006年にノルウェーのフェスのステージ上で完全に失神。しばらくしてマーティンが出所し、バンドに復帰する。
2008年のバンドの20周年には、オリジナルメンバーでショーを行ったり、アルバムのレコーディングもした。一方、マーティンが再び刑務所に行く。2010年、新譜の完成間近に、マーティンが３度目の刑務所入り。2011年、モトリー・クルーのデビュー・アルバムを馬鹿にしたパロディ作品Fuckin'Aを発表。これがバンドの最後のアルバムとなった。その年の6月、セスが心臓麻痺で死亡。バンドは活動停止した。マーティンは2018年、ショッピングモールで誤ってエスカレーターからフードコートに落下し、頭部損傷で死亡した。

## 音楽性
初期のスタイルは即興性を重視しており、ノイズを掻き鳴らすギターとひたすらブラストビートを繰り出すドラム、そして凄まじい絶叫を轟かせるヴォーカルが絡み合うといったもので、メロディは皆無（曲の長さも5秒から1分弱）、まさに混沌の極みであった。「ノイズ・グラインド」とも呼ばれたこの時期の音楽性は、世界中のグラインドコアバンド、ノイズ、スカムバンドに影響を及ぼし、現在に至るまで数多くのフォロワーを生み続けている。しかし、度重なるメンバー交代とセス・パットナムの音楽的嗜好の変化によって、フルアルバムを発表する毎にそうした即興性とノイズは次第に影を潜めていき、近年は90年代初頭のグラインド・コア・スタイルに初期の要素を若干含めたものになっていた。曲名に「〜はゲイ」と書いてあるが、これは同性愛者のことを指しているのではなくマサチューセッツの風習で「馬鹿・間抜け」という意味である。

## 歌詞
アナル・カントの歌詞はミソジニー、ホモフォビア、ナチズム、反ユダヤ主義、レイシズム、シャーデンフロイデといった共通テーマの下に、人気ミュージシャンや著名人に対する誹謗中傷・挑発する内容が殆どを占めている。同じ音楽シーンで活動しているグラインドコア、ハードコア・パンク、デスメタルバンドやそのメンバーを名指しで罵倒したものもあり、トラブルに発展したこともある。特に、元カンニバル・コープス、現シックス・フィート・アンダーのクリス・バーンズとの確執は有名。セスによると、バンドを立ち上げた直後はおふざけとしていたが、「I like it when you die」のアルバムが出た直後のインタビューで歌詞についてふざけていないと言っている。歌詞はブラック・ジョークを意識して書かれたものになっている。過激な歌詞に対する批判は多く、ライブ中にその内容に反発した観客との間で殴り合いの喧嘩が起きたことも少なくなかったようである。

## フロントマンのセス・パットナムについて
セス・エドワード・パットナムは、1968年にマサチューセッツ州ニュートンで生まれた。その破滅的で暴力的なパフォーマンスとは裏腹に、セス本人はファンや仲間からは知的で、繊細で、母親を大切にしている心優しい人物だと慕われていた。1998年、2008年と2度結婚している。セスは自分をコメディアンと見なしており、音楽をユーモアの捌け口と考えていた。
セスはカトリック学校を卒業しているが、学校での教育は、彼のシニカルな人格形成に大きな影響を与えたと語っている。ミドルスクールでは飛び級進学しており、クラスメートには勉強を教えていたなど学業は優秀だったが、無気力・無関心で、物静かな学生だったと言われている。また、当時のカトリック校の修道女による体罰を激しく非難している。高校卒業後はカトリック教を脱会し、大学には進学しなかった。

### クリス・バーンズとの確執
1996年、Six Feet Underのショーの最中、セスがヤジを飛ばしたため、ショーの終わりにボーカルのクリス・バーンズがセスのシャツの胸倉を掴んだ。怒ったセスは、クリスに一対一の決闘を挑み、警備員に外へ放り出された後、ツアーバスの外でずっと待っていたが、クリスは出てこなかったという。それ以降セスは、クリス・バーンズを恨んでおり、のちにこの事件の報復として、"Chris Barnes Is a Pussy"という曲をリリースした。(「It Just Gets Worse」, 1999)

## メンバー

### 最終メンバー
- セス・パットナム (Vo,Gt)
- ティム・モース (Dr)
- ジョシュ・マーティン (Gt)

### 元メンバー
- マイク・マハン (Gt)
- フレッド・オルドネス (Gt)
- ジョン・コジック (Gt)
- ポール・クレイネク (Gt)
- スコット・ハル (Gt) ※現ピッグ・デストロイヤー、アゴラフォビック・ノーズブリード
- ネイト・ラインハン (Dr)
- ジョン・ギルス (Dr)

## ディスコグラフィー
- 88 Song E.P.(1988)
- Harold Walkman is Bald demo (1989?)
- 5643 Song EP (1989)
- Greatest Hits Volume One (1991)
- Morbid Florist (1993)
- Everyone Should Be Killed (1993) 邦題「皆殺しの唄」
- Old Stuff Part Two (1994)
- Top 40 Hits (1995) 邦題「HCトップ40」
- 40 More Reasons to Hate Us (1996) 邦題「嫌われ者にゃワケがある」

※フィル・アンセルモ（元パンテラ）がゲスト参加。
- I Like It When You Die (1997) 邦題「いい話じゃないですか」
- Picnic of Love (1998)「ピクニック・オブ・ラブ」
- It Just Gets Worse (1999) 邦題「怨みはパワー、憎しみはやる気」
- Live NYC (1999) - split album with Insult
- The Early Years 1988-1991 (2000)
- Split with The Raunchous Brothers (2000)
- Defenders of the Hate (2001)
- Split with Flächenbrand (2001)※ドイツのパワーバイオレンスバンド
- Old Stuff – Part 3 (2008)
- Fuckin' A (2010)
- Wearing Out Our Welcome  (2011)
- The Old Testament; 1988-1991(2011, Relapse) ※『5643 Song EP』ほか初期音源を再録